# Paridris nigraticeps
Paridris nigraticeps är en stekelart som först beskrevs av Jean-Jacques Kieffer 1910.  Paridris nigraticeps ingår i släktet Paridris och familjen Scelionidae. Inga underarter finns listade i Catalogue of Life.